# What Happened to the Heart?
What Happened to the Heart? — четвёртый студийный альбом норвежской автора-исполнителя и продюсера Авроры, релиз которого намечен на 7 июня 2024 года на лейблах Decca, Glassnote и Petroleum Records. Альбом записывался в Норвегии, Германии, Великобритании и США, а над его созданием работали Ане Брун, Матиас Теллес, Том Роулендс, Крис Грейти, Дэйв Хамелин и Магнус Скилстад.
Альбому предшествовал выпуск трех синглов в период с ноября 2023 по март 2024 года: «Your Blood», «The Conflict of the Mind» и «Some Type of Skin». Для продвижения альбома Aurora отправится в европейский концертный тур в сентябре и октябре 2024 года.

## Предыстория и замысел
В апреле 2022 года Аврора прочитала письмо, написанное совместно активистами коренных народов, под названием «Мы — Земля», которое, по словам журнала The Line of Best Fit, изменило её жизнь. Письмо призывало к революции: коллективной реакции на глобальное потепление. Они описывали планету как «сердце, которое пульсирует внутри нас», что натолкнуло певицу на создание названия и концепции альбома. Она начала писать альбом во время гастролей The Gods We Can Touch, её предыдущего альбома, выпущенного 21 января 2022 года. В январе 2023 года Аврора подтвердила, что вернулась в студию звукозаписи и работает над новым материалом, который назвала «так много детей».
Альбом What Happened to the Heart? анонсирован в её социальных сетях 28 марта 2024 г. Она назвала его самым личным и катарсическим проектом в своей карьере. В пресс-релизе она добавила: «Хотя его точная функция и анатомия не были четко поняты, считалось, что сердце — это центр души. Интуиции. Эмоций и намерений. Пока мы не решили, что все это относится к разуму. Эмоции преобладали над логикой. И когда мир настолько испорчен деньгами, властью и эгоизмом, вы не можете не спросить себя — что случилось с сердцем?» В интервью NME певица сказала, что название альбома — это «самый важный, красивый и грустный вопрос, которым я задавалась в своей жизни».

## Запись и производство
Альбом записан и спродюсирован в Норвегии, Германии, Лондоне и Лос-Анджелесе. Над альбомом Аврора работала со своим близким коллегой Магнусом Скилстадом, а также с музыкантами Ане Брун, Матиасом Теллесом, Томом Роулендсом из The Chemical Brothers, Крисом Грейти и Дэйвом Хамелином.

## Структура альбома
Аврора заявила, что звучание альбома сильно отличается от ранее выпущенных песен. В «Some Type of Skin» она «оттачивает» свое фирменное альтернативное поп-звучание, а также вводит синти-поп и элементы электропопа.

## Продвижение

### Синглы
Перед выходом альбома What Happened to the Heart? было выпущено три сингла. «Your Blood» выпущен 8 ноября 2023 года в качестве лид-сингла с альбома. Он стал её первым сольным музыкальным материалом со времен «The Gods We Can Touch» в 2022 году. Второй сингл «The Conflict of the Mind» вышел 18 января 2024 года вместе с клипом, снятым Авророй совместно с Кавехом Набатианом из The Barr Brothers. «Some Type of Skin» был выпущен 20 марта 2024 года как третий и последний сингл с альбома. Впервые песня прозвучала на закрытом шоу в лондонском Lafayette.

### Тур
28 марта 2024 года, вместе с анонсом альбома, Аврора подтвердила, что отправится в свой шестой концертный тур под названием «What Happened to the Earth? Part 1 Tour», с датами в европейских городах, включая Милан, Вену, Прагу, Краков, Варшаву, Берлин, Брюссель, Амстердам, Париж, Лондон и Манчестер. В программу включен концерт в Королевском Альберт-холле. Общая продажа билетов на тур началась 5 апреля 2024 года; оформившие предварительный заказ на альбом, получили эксклюзивную ссылку на предварительную продажу билетов за два дня до начала тура.

## Треклист
| №                   | Название                   | Автор(ы)                   | Продюсеры                  | Длительность |
| ------------------- | -------------------------- | -------------------------- | -------------------------- | ------------ |
| 1.                  | «Echo of My Shadow»        |                            |                            | 4:05         |
| 2.                  | «To Be Alright»            |                            |                            | 4:06         |
| 3.                  | «Your Blood»               | Аврора Акснес Крис Греатти | Аврора Акснес Greatti      | 4:07         |
| 4.                  | «The Conflict of the Mind» | Аврора Акснес Крис Греатти | Крис Греатти               | 4:15         |
| 5.                  | «Some Type of Skin»        | Аврора Акснес Крис Греатти | Аврора Акснес Крис Греатти | 3:11         |
| 6.                  | «The Essence»              |                            |                            | 3:10         |
| 7.                  | «Earthly Delights»         |                            |                            | 3:21         |
| 8.                  | «The Dark Dresses Lightly» |                            |                            | 3:35         |
| 9.                  | «A Soul with No King»      |                            |                            | 4:24         |
| 10.                 | «Dreams»                   |                            |                            | 4:24         |
| 11.                 | «My Name»                  |                            |                            | 3:20         |
| 12.                 | «Do You Feel»              |                            |                            | 3:02         |
| 13.                 | «Starvation»               |                            |                            | 3:28         |
| 14.                 | «The Blade»                |                            |                            | 4:33         |
| 15.                 | «My Body Is Not Mine»      |                            |                            | 4:01         |
| 16.                 | «Invisible Wounds»         |                            |                            | 4:59         |
| Общая длительность: | Общая длительность:        | Общая длительность:        | Общая длительность:        | 1:03:01      |